# Liste der Monuments historiques in Lugasson
Die Liste der Monuments historiques in Lugasson führt die Monuments historiques in der französischen Gemeinde Lugasson auf.

## Liste der Bauwerke
| Bezeichnung      | Beschreibung              | Standort | Kennzeichnung | Schutzstatus | Datum | Bild |
| ---------------- | ------------------------- | -------- | ------------- | ------------ | ----- | ---- |
| Kirche St-Martin | Erbaut im 12. Jahrhundert | (Lage)   | PA00083611    | Inscrit      | 1925  |      |

## Liste der Objekte
| Bezeichnung               | Beschreibung                  | Standort                       | Kennzeichnung | Schutzstatus | Datum | Bild |
| ------------------------- | ----------------------------- | ------------------------------ | ------------- | ------------ | ----- | ---- |
| Skulptur Madonna mit Kind | Holz, bemalt, 19. Jahrhundert | in der Kirche St-Martin (Lage) | PM33001406    | Inscrit      | 1980  |      |
| Glocke                    | Bronze, 1625 gegossen         | in der Kirche St-Martin (Lage) | PM33000588    | Classé       | 1942  |      |